# Discocalyx tecsonii
Discocalyx tecsonii är en viveväxtart som beskrevs av Elmer Drew Merrill. Discocalyx tecsonii ingår i släktet Discocalyx och familjen viveväxter. Inga underarter finns listade i Catalogue of Life.